# USS Emmons (DD-457)
«Еммонс» (англ. USS Emmons (DD-457) — військовий корабель, ескадрений міноносець типу «Глівз» військово-морських сил США за часів Другої світової війни.
«Еммонс» був закладений 14 листопада 1940 року на верфі Bath Iron Works у Баті (Мен), де 23 серпня 1941 року корабель був спущений на воду. 5 грудня 1941 року він увійшов до складу ВМС США.

## Історія служби

### 1943
Протягом червня-липня 1943 року «Еммонс» виконував завдання у північній частині Атлантичного океану. На початку липня есмінець брав участь у військових навчаннях за планом операції «Камера», яка мала за мету вивчення порядку дій флоту стосовно недопущення прориву німецького лінкору «Тірпіц» з Кофіорду до Північної Атлантики. У навчаннях брали участь авіаносець «Ф'юріос», лінкори «Герцог Йоркський», «Саут Дакота», крейсер «Глазго», есмінці «Махратта», «Мілн», «Маскітер», «Метеор», «Еллісон», «Еммонс», «Фітч», «Макомб», «Родман».
26 липня «Еммонс» діяв за планом демонстраційної операції «Говернор», метою якої визначалось зімітувати проведення конвою до південної Норвегії та в такій спосіб виманити німецький «Тірпіц» із захищеного норвезького фіорда. Операція розпочалась виходом з ісландського Хваль-фіорду групи кораблів «A», що виконували роль приваби: авіаносця «Іластріас», лінкорів «Енсон» та «Алабама», есмінців «Махратта», «Мілн», «Маскітер», «Метеор», «Еммонс», «Фітч», «Макомб», «Родман».

### 1944
17 травня 1944 року американські есмінці «Нілдс», «Глівз», «Еллісон», «Макомб», «Гамблтон», «Родмен», «Еммонс» і «Гілларі Джонс» та британський бомбардувальник «Веллінгтон» потопили глибинними бомбами у Середземному морі північно-західніше Тенеса (36°46′ пн. ш. 00°52′ сх. д. / 36.767° пн. ш. 0.867° сх. д.) німецький підводний човен U-616.

### 1945
У листопаді 1944 року перероблений на ескадрений міноносець-тральщик. Після тренувань в Атлантиці та навчань на Гавайських островах прибув до Уліті, де формувалися сили вторгнення на Окінаву. 6 квітня 1945 року, під час однієї з перших масових атак камікадзе, «Еммонс», коли він знаходився поруч з «Родменом», став об'єктом повітряного нападу японських літаків. Багатьох збили, але «Еммонса» вразило п'ятеро, майже одночасно. В результаті атак 60 членів екіпажу загинуло, що 77 дістали поранень. Решта врятована іншими кораблями сил вторгнення. Наступного дня, 7 квітня, «Еммонс» затопив «Еллісон», щоб запобігти його потраплянню в руки ворога.